# Јемва
Јемва (рус. Емва) град је у Русији у Комији. Према попису становништва из 2010. у граду је живело 14570 становника.

## Становништво
| 1959.  | 1970.  | 1979.  | 1989.  | 2002.  | 2010.  |
| ------ | ------ | ------ | ------ | ------ | ------ |
| 13.706 | 13.529 | 15.936 | 18.782 | 16.739 | 14.570 |